# Bóng đá tại Thế vận hội Mùa hè 2020 - Nữ (Bảng F)
Bảng F của giải bóng đá nữ tại Thế vận hội Mùa hè 2020 đang diễn ra từ ngày 21 đến ngày 27 tháng 7 năm 2021, bao gồm Brasil, Trung Quốc, Hà Lan và Zambia. Hai đội đứng đầu sẽ giành quyền vào vòng đấu loại trực tiếp, trong khi đội xếp thứ ba cũng sẽ giành quyền nếu họ nằm trong số hai đội xếp thứ ba tốt nhất trong cả ba bảng.

## Các đội tuyển
| Vị trí bốc thăm | Đội tuyển  | Nhóm | Liên đoàn | Tư cách của vượt qua vòng loại                                                  | Ngày của vượt qua vòng loại | Tham dự Thế vận hội | Tham dự cuối cùng | Thành tích tốt nhất lần trước | Bảng xếp hạng FIFA | Bảng xếp hạng FIFA |
| Vị trí bốc thăm | Đội tuyển  | Nhóm | Liên đoàn | Tư cách của vượt qua vòng loại                                                  | Ngày của vượt qua vòng loại | Tham dự Thế vận hội | Tham dự cuối cùng | Thành tích tốt nhất lần trước | Tháng 4-2021       | Tháng 6-2021       |
| --------------- | ---------- | ---- | --------- | ------------------------------------------------------------------------------- | --------------------------- | ------------------- | ----------------- | ----------------------------- | ------------------ | ------------------ |
| F1              | Trung Quốc | 3    | AFC       | Thắng vòng play-off Vòng loại bóng đá nữ Thế vận hội Mùa hè 2020 khu vực châu Á | 13 tháng 4 năm 2021         | 6 lần               | 2016              | Huy chương bạc (1996)         | 14                 | 15                 |
| F2              | Brasil     | 2    | CONMEBOL  | Hạng 1 Giải vô địch bóng đá nữ Nam Mỹ 2018                                      | 22 tháng 4 năm 2018         | 7 lần               | 2016              | Huy chương bạc (2004, 2008)   | 7                  | 7                  |
| F3              | Zambia     | 4    | CAF       | Thắng Vòng loại bóng đá nữ Thế vận hội Mùa hè 2020 khu vực châu Phi             | 10 tháng 3 năm 2020         | 1 lần               | —                 | Lần đầu                       | 104                | 104                |
| F4              | Hà Lan     | 1    | UEFA      | Đội tuyển châu Âu hạng 1 Giải vô địch bóng đá nữ thế giới 2019                  | 29 tháng 6 năm 2019         | 1 lần               | —                 | Lần đầu                       | 3                  | 4                  |

Ghi chú
1. ↑  Bảng xếp hạng tháng 4 năm 2021 đã được sử dụng để hạt giống cho lễ bốc thăm cuối cùng.

## Bảng xếp hạng
| VT | Đội        | ST | T | H | B | BT | BB | HS  | Đ | Giành quyền tham dự |
| -- | ---------- | -- | - | - | - | -- | -- | --- | - | ------------------- |
| 1  | Hà Lan     | 3  | 2 | 1 | 0 | 21 | 8  | +13 | 7 | Tứ kết              |
| 2  | Brasil     | 3  | 2 | 1 | 0 | 9  | 3  | +6  | 7 | Tứ kết              |
| 3  | Zambia     | 3  | 0 | 1 | 2 | 7  | 15 | −8  | 1 |                     |
| 4  | Trung Quốc | 3  | 0 | 1 | 2 | 6  | 17 | −11 | 1 |                     |

Trong tứ kết,
- Đội nhất bảng F sẽ giành quyền để thi đấu với đội nhì bảng G.
- Đội nhì bảng F sẽ giành quyền để thi đấu với đội nhì bảng E.
- Đội xếp thứ ba của bảng F có thể giành quyền nếu một trong số hai đội xếp thứ ba tốt nhất để thi đấu với đội nhất bảng E hoặc bảng G.

## Các trận đấu

### Trung Quốc v Brasil
| Trung Quốc | 0–5                              | Brasil                                                             |
| ---------- | -------------------------------- | ------------------------------------------------------------------ |
|            | Chi tiết (TOCOG) Chi tiết (FIFA) | - Marta 9', 74' - Debinha 22' - Andressa 82' (ph.đ.) - Beatriz 89' |

| Trung Quốc | Brasil |

| GK               | 12 | Peng Shimeng      |  |     |
| RB               | 17 | Luo Guiping       |  |     |
| CB               | 13 | Yang Lina         |  |     |
| CB               | 16 | Wang Xiaoxue      |  |     |
| LB               | 2  | Li Mengwen        |  |     |
| RM               | 7  | Wang Shuang       |  |     |
| CM               | 8  | Wang Yan          |  | 33' |
| CM               | 4  | Li Qingtong       |  |     |
| LM               | 6  | Zhang Xin         |  | 84' |
| CF               | 11 | Wang Shanshan (c) |  |     |
| CF               | 9  | Miao Siwen        |  | 84' |
| Cầu thủ dự bị:   |    |                   |  |     |
| FW               | 18 | Wurigumula        |  | 33' |
| FW               | 20 | Xiao Yuyi         |  | 84' |
| MF               | 14 | Liu Jing          |  | 84' |
| Huấn luyện viên: |    |                   |  |     |
| Giả Tú Toàn      |    |                   |  |     |

| GK               | 1  | Bárbara     |  |     |
| RB               | 13 | Bruna       |  |     |
| CB               | 3  | Érika       |  |     |
| CB               | 4  | Rafaelle    |  |     |
| LB               | 6  | Tamires     |  |     |
| RM               | 7  | Duda        |  | 59' |
| CM               | 8  | Formiga     |  | 72' |
| CM               | 17 | Andressinha |  |     |
| LM               | 9  | Debinha     |  |     |
| CF               | 16 | Beatriz     |  |     |
| CF               | 10 | Marta (c)   |  | 83' |
| Cầu thủ dự bị:   |    |             |  |     |
| FW               | 21 | Andressa    |  | 59' |
| MF               | 5  | Julia       |  | 72' |
| FW               | 12 | Ludmila     |  | 83' |
| Huấn luyện viên: |    |             |  |     |
| Pia Sundhage     |    |             |  |     |

| Trợ lý trọng tài: Lucie Ratajova (Cộng hòa Séc) Maryna Striletska (Ukraina) Trọng tài thứ tư: Stéphanie Frappart (Pháp) Trợ lý trọng tài video: Guillermo Cuadra Fernández (Tây Ban Nha) Trợ lý trọng tài video bổ sung: Benoît Millot (Pháp) |

### Zambia v Hà Lan
Đây là trận đấu bóng đá nữ có số điểm cao nhất từ trước đến nay tại Thế vận hội, với số bàn thắng của Hà Lan là 10 bàn thắng cũng là một kỷ lục Olympic nữ. Đây cũng là trận đấu có số điểm cao nhất tại Thế vận hội kể từ năm 1928, khi Ý đánh bại Ai Cập 11–3 trong trận tranh huy chương đồng nam ở Amsterdam.
| Zambia                | 3–10                             | Hà Lan |
| --------------------- | -------------------------------- | --- |
| - Banda 19', 82', 83' | Chi tiết (TOCOG) Chi tiết (FIFA) | - Miedema 9', 15', 29', 59' - Martens 14', 38' - Van de Sanden 44' - Roord 64' - Beerensteyn 75' - Pelova 80' |

| Zambia | Hà Lan |

| GK               | 16 | Hazel Nali       |     |     |
| RB               | 8  | Margaret Belemu  |     | 87' |
| CB               | 5  | Anita Mulenga    |     | 72' |
| CB               | 3  | Lushomo Mweemba  |     |     |
| LB               | 4  | Esther Siamfuko  | 66' |     |
| CM               | 14 | Ireen Lungu      |     |     |
| CM               | 6  | Mary Wilombe     |     |     |
| RW               | 12 | Avell Chitundu   |     |     |
| AM               | 10 | Grace Chanda     |     |     |
| LW               | 11 | Barbra Banda (c) |     |     |
| CF               | 9  | Hellen Mubanga   |     | 73' |
| Cầu thủ dự bị:   |    |                  |     |     |
| MF               | 15 | Agness Musase    |     | 72' |
| FW               | 7  | Lubandji Ochumba |     | 73' |
| DF               | 20 | Esther Mukwasa   |     | 87' |
| Huấn luyện viên: |    |                  |     |     |
| Bruce Mwape      |    |                  |     |     |

| GK               | 1  | Sari van Veenendaal (c) |     |     |
| RB               | 17 | Dominique Janssen       |     |     |
| CB               | 3  | Stefanie van der Gragt  |     | 60' |
| CB               | 4  | Aniek Nouwen            |     | 86' |
| LB               | 5  | Merel van Dongen        |     |     |
| CM               | 10 | Daniëlle van de Donk    |     | 72' |
| CM               | 14 | Jackie Groenen          |     |     |
| CM               | 6  | Jill Roord              |     |     |
| RF               | 7  | Shanice van de Sanden   |     | 72' |
| CF               | 9  | Vivianne Miedema        |     | 60' |
| LF               | 11 | Lieke Martens           |     |     |
| Cầu thủ dự bị:   |    |                         |     |     |
| DF               | 2  | Lynn Wilms              |     | 60' |
| FW               | 18 | Lineth Beerensteyn      |     | 60' |
| MF               | 13 | Victoria Pelova         |     | 72' |
| FW               | 19 | Renate Jansen           |     | 72' |
| DF               | 15 | Kika van Es             | 90' | 86' |
| Huấn luyện viên: |    |                         |     |     |
| Sarina Wiegman   |    |                         |     |     |

| Trợ lý trọng tài: Mariana De Almeida (Argentina) Mary Blanco (Colombia) Trọng tài thứ tư: Esther Staubli (Thụy Sĩ) Trợ lý trọng tài video: Mauro Vigliano (Argentina) Trợ lý trọng tài video bổ sung: Nicolás Gallo (Colombia) |

### Trung Quốc v Zambia
| Trung Quốc                              | 4–4                              | Zambia                                         |
| --------------------------------------- | -------------------------------- | ---------------------------------------------- |
| - Wang Shuang 6', 22', 23', 84' (ph.đ.) | Chi tiết (TOCOG) Chi tiết (FIFA) | - Kundananji 15' - Banda 43' (ph.đ.), 46', 69' |

| Trung Quốc | Zambia |

| GK               | 12 | Peng Shimeng      |     |     |
| RB               | 2  | Li Mengwen        |     |     |
| CB               | 4  | Li Qingtong       | 86' |     |
| CB               | 16 | Wang Xiaoxue      |     |     |
| LB               | 17 | Luo Guiping       |     |     |
| RM               | 7  | Wang Shuang       |     |     |
| CM               | 13 | Yang Lina         |     |     |
| CM               | 9  | Miao Siwen        |     | 65' |
| LM               | 6  | Zhang Xin         |     | 65' |
| CF               | 15 | Yang Man          |     | 34' |
| CF               | 11 | Wang Shanshan (c) |     |     |
| Cầu thủ dự bị:   |    |                   |     |     |
| FW               | 18 | Wurigumula        |     | 34' |
| MF               | 14 | Liu Jing          |     | 65' |
| FW               | 20 | Xiao Yuyi         |     | 65' |
| Huấn luyện viên: |    |                   |     |     |
| Giả Tú Toàn      |    |                   |     |     |

| GK               | 16 | Hazel Nali         |     |     |
| RB               | 17 | Racheal Kundananji |     |     |
| CB               | 15 | Agness Musase      |     |     |
| CB               | 3  | Lushomo Mweemba    | 83' |     |
| LB               | 4  | Esther Siamfuko    |     | 62' |
| CM               | 14 | Ireen Lungu        |     |     |
| CM               | 6  | Mary Wilombe       |     | 38' |
| RW               | 12 | Avell Chitundu     |     |     |
| AM               | 10 | Grace Chanda       |     |     |
| LW               | 7  | Lubandji Ochumba   |     | 77' |
| CF               | 11 | Barbra Banda (c)   |     |     |
| Cầu thủ dự bị:   |    |                    |     |     |
| DF               | 13 | Martha Tembo       |     | 38' |
| DF               | 8  | Margaret Belemu    |     | 62' |
| FW               | 9  | Hellen Mubanga     |     | 77' |
| Huấn luyện viên: |    |                    |     |     |
| Bruce Mwape      |    |                    |     |     |

| Trợ lý trọng tài: Shirley Perello (Honduras) Chantal Boudreau (Canada) Trọng tài thứ tư: Lucila Venegas (México) Trợ lý trọng tài video: Abdulkadir Bitigen (Thổ Nhĩ Kỳ) Trợ lý trọng tài video bổ sung: Nicolás Gallo (Colombia) |

### Hà Lan v Brasil
| Hà Lan                          | 3–3                              | Brasil                                          |
| ------------------------------- | -------------------------------- | ----------------------------------------------- |
| - Miedema 3', 59' - Janssen 79' | Chi tiết (TOCOG) Chi tiết (FIFA) | - Debinha 16' - Marta 65' (ph.đ.) - Ludmila 68' |

| Hà Lan | Brasil |

| GK               | 1  | Sari van Veenendaal (c) |     |     |
| RB               | 2  | Lynn Wilms              |     |     |
| CB               | 3  | Stefanie van der Gragt  | 64' |     |
| CB               | 4  | Aniek Nouwen            |     |     |
| LB               | 17 | Dominique Janssen       |     |     |
| CM               | 6  | Jill Roord              | 72' |     |
| CM               | 14 | Jackie Groenen          |     |     |
| CM               | 10 | Daniëlle van de Donk    |     |     |
| RF               | 7  | Shanice van de Sanden   |     | 67' |
| CF               | 9  | Vivianne Miedema        |     | 89' |
| LF               | 11 | Lieke Martens           |     |     |
| Cầu thủ dự bị:   |    |                         |     |     |
| FW               | 18 | Lineth Beerensteyn      |     | 67' |
| MF               | 13 | Victoria Pelova         |     | 89' |
| Huấn luyện viên: |    |                         |     |     |
| Sarina Wiegman   |    |                         |     |     |

| GK               | 1  | Bárbara     |     |     |
| RB               | 13 | Bruna       |     |     |
| CB               | 3  | Érika       |     |     |
| CB               | 4  | Rafaelle    |     |     |
| LB               | 6  | Tamires     |     |     |
| RM               | 7  | Duda        |     | 46' |
| CM               | 8  | Formiga     |     | 46' |
| CM               | 17 | Andressinha |     |     |
| LM               | 10 | Marta (c)   |     | 75' |
| CF               | 16 | Beatriz     |     | 46' |
| CF               | 9  | Debinha     |     |     |
| Cầu thủ dự bị:   |    |             |     |     |
| FW               | 21 | Andressa    |     | 46' |
| FW               | 12 | Ludmila     | 78' | 46' |
| MF               | 11 | Angelina    |     | 46' |
| MF               | 15 | Geyse       |     | 75' |
| Huấn luyện viên: |    |             |     |     |
| Pia Sundhage     |    |             |     |     |

| Trợ lý trọng tài: Kim Kyong-min (Hàn Quốc) Lee Seul-gi (Hàn Quốc) Trọng tài thứ tư: Yamashita Yoshimi (Nhật Bản) Trợ lý trọng tài video: Erick Miranda (México) Trợ lý trọng tài video bổ sung: Paweł Raczkowski (Ba Lan) |

### Hà Lan v Trung Quốc
| Hà Lan                                                                                          | 8–2                              | Trung Quốc                            |
| ----------------------------------------------------------------------------------------------- | -------------------------------- | ------------------------------------- |
| - Van de Sanden 12' - Beerensteyn 37', 45+2' - Martens 47', 70' - Miedema 65', 76' - Pelova 71' | Chi tiết (TOCOG) Chi tiết (FIFA) | - Wang Shanshan 28' - Wang Yanwen 69' |

| Hà Lan | Trung Quốc |

| GK                  | 1  | Sari van Veenendaal (c) |  |     |
| RB                  | 2  | Lynn Wilms              |  | 46' |
| CB                  | 17 | Dominique Janssen       |  |     |
| CB                  | 4  | Aniek Nouwen            |  | 76' |
| LB                  | 5  | Merel van Dongen        |  |     |
| CM                  | 6  | Jill Roord              |  | 46' |
| CM                  | 14 | Jackie Groenen          |  |     |
| CM                  | 10 | Daniëlle van de Donk    |  | 62' |
| RF                  | 7  | Shanice van de Sanden   |  | 46' |
| CF                  | 18 | Lineth Beerensteyn      |  |     |
| LF                  | 11 | Lieke Martens           |  |     |
| Vào sân thay người: |    |                         |  |     |
| DF                  | 15 | Kika van Es             |  | 46' |
| MF                  | 13 | Victoria Pelova         |  | 46' |
| FW                  | 19 | Renate Jansen           |  | 46' |
| FW                  | 9  | Vivianne Miedema        |  | 62' |
| DF                  | 21 | Anouk Dekker            |  | 76' |
| Huấn luyện viên:    |    |                         |  |     |
| Sarina Wiegman      |    |                         |  |     |

| GK                  | 12 | Peng Shimeng      |     |     |
| RB                  | 2  | Li Mengwen        |     |     |
| CB                  | 3  | Lin Yuping        | 30' |     |
| CB                  | 16 | Wang Xiaoxue      |     |     |
| LB                  | 17 | Luo Guiping       |     | 27' |
| RM                  | 7  | Wang Shuang       |     |     |
| CM                  | 13 | Yang Lina         |     |     |
| CM                  | 8  | Wang Yan          | 44' | 59' |
| LM                  | 6  | Zhang Xin         |     |     |
| CF                  | 11 | Wang Shanshan (c) |     |     |
| CF                  | 20 | Xiao Yuyi         |     | 59' |
| Vào sân thay người: |    |                   |     |     |
| MF                  | 19 | Wang Ying         | 82' | 27' |
| MF                  | 14 | Liu Jing          |     | 59' |
| MF                  | 10 | Wang Yanwen       |     | 59' |
| Huấn luyện viên:    |    |                   |     |     |
| Jia Xiuquan         |    |                   |     |     |

| Trợ lý trọng tài: Bernadettar Kwimbira (Malawi) Mary Njorge (Kenya) Trọng tài thứ tư: Maria Rivet (Mauritius) Trợ lý trọng tài video: Benoît Millot (Pháp) Trợ lý trọng tài video bổ sung: Edvin Jurisevic (Hoa Kỳ) |

### Brasil v Zambia
| Brasil         | 1–0                              | Zambia |
| -------------- | -------------------------------- | ------ |
| - Andressa 19' | Chi tiết (TOCOG) Chi tiết (FIFA) |        |

| Brazil | Zambia |

| GK                  | 1  | Bárbara        |     |     |
| RB                  | 19 | Letícia Santos |     |     |
| CB                  | 2  | Poliana        |     | 65' |
| CB                  | 4  | Rafaelle       |     |     |
| LB                  | 14 | Jucinara       |     |     |
| RM                  | 21 | Andressa       |     | 81' |
| CM                  | 8  | Formiga        |     | 46' |
| CM                  | 11 | Angelina       | 78' |     |
| LM                  | 10 | Marta (c)      |     | 46' |
| CF                  | 16 | Beatriz        |     | 28' |
| CF                  | 12 | Ludmila        |     | 65' |
| Vào sân thay người: |    |                |     |     |
| FW                  | 20 | Giovana        |     | 28' |
| MF                  | 7  | Duda           |     | 46' |
| MF                  | 5  | Julia          |     | 46' |
| MF                  | 15 | Geyse          |     | 65' |
| DF                  | 13 | Bruna          |     | 65' |
| FW                  | 9  | Debinha        |     | 81' |
| Huấn luyện viên:    |    |                |     |     |
| Pia Sundhage        |    |                |     |     |

| GK                  | 16 | Hazel Nali         |       | 18'   |
| RB                  | 8  | Margaret Belemu    |       |       |
| CB                  | 15 | Agness Musase      |       |       |
| CB                  | 3  | Lushomo Mweemba    | 14'   |       |
| LB                  | 13 | Martha Tembo       |       |       |
| CM                  | 10 | Grace Chanda       |       |       |
| CM                  | 14 | Ireen Lungu        |       |       |
| RW                  | 12 | Avell Chitundu     |       | 18'   |
| AM                  | 11 | Barbra Banda (c)   |       |       |
| LW                  | 17 | Racheal Kundananji |       | 90+3' |
| CF                  | 7  | Lubandji Ochumba   |       |       |
| Vào sân thay người: |    |                    |       |       |
| GK                  | 22 | Ngambo Musole      |       | 18'   |
| DF                  | 18 | Vast Phiri         | 45+8' | 18'   |
| MF                  | 19 | Evarine Katongo    |       | 90+3' |
| Huấn luyện viên:    |    |                    |       |       |
| Bruce Mwape         |    |                    |       |       |

| Trợ lý trọng tài: Bozono Makoto (Nhật Bản) Teshirogi Naomi (Nhật Bản) Trọng tài thứ tư: Stéphanie Frappart (Pháp) Trợ lý trọng tài video: Marco Guida (Ý) Trợ lý trọng tài video bổ sung: Abdulkadir Bitigen (Thổ Nhĩ Kỳ) |

## Kỷ luật
Điểm đoạt giải phong cách sẽ được sử dụng như một tiêu chí nếu tổng thể và kỷ lục đối đầu của các đội tuyển được cân bằng. Số thẻ này được tính dựa trên số thẻ vàng và thẻ đỏ nhận được trong tất cả các trận đấu bảng như sau:
- thẻ vàng đầu tiên: trừ 1 điểm;
- thẻ đỏ gián tiếp (thẻ vàng thứ hai): trừ 3 điểm;
- thẻ đỏ trực tiếp: trừ 4 điểm;
- thẻ vàng và thẻ đỏ trực tiếp: trừ 5 điểm;

Chỉ có một trong các khoản khấu trừ trên được áp dụng cho một cầu thủ trong một trận đấu.
| Đội tuyển  | Trận 1   | Trận 1                                    | Trận 1 | Trận 1            | Trận 2   | Trận 2                                    | Trận 2 | Trận 2            | Trận 3   | Trận 3                                    | Trận 3 | Trận 3            | Điểm |
| Đội tuyển  | Thẻ vàng | Thẻ vàng · Thẻ vàng-đỏ (thẻ đỏ gián tiếp) | Thẻ đỏ | Thẻ vàng · Thẻ đỏ | Thẻ vàng | Thẻ vàng · Thẻ vàng-đỏ (thẻ đỏ gián tiếp) | Thẻ đỏ | Thẻ vàng · Thẻ đỏ | Thẻ vàng | Thẻ vàng · Thẻ vàng-đỏ (thẻ đỏ gián tiếp) | Thẻ đỏ | Thẻ vàng · Thẻ đỏ | Điểm |
| ---------- | -------- | ----------------------------------------- | ------ | ----------------- | -------- | ----------------------------------------- | ------ | ----------------- | -------- | ----------------------------------------- | ------ | ----------------- | ---- |
| Brasil     |          |                                           |        |                   | 1        |                                           |        |                   | 1        |                                           |        |                   | −2   |
| Hà Lan     | 1        |                                           |        |                   | 2        |                                           |        |                   |          |                                           |        |                   | −3   |
| Trung Quốc |          |                                           |        |                   |          |                                           | 1      |                   | 3        |                                           |        |                   | −7   |
| Zambia     | 1        |                                           |        |                   | 1        |                                           |        |                   | 1        |                                           | 1      |                   | −7   |